# Klusinói csata
A klusinói csata a Stanislaw Zołkiewski vezette számbelileg kicsiny lengyel sereg győzelme az orosz-svéd sereg ellen 1610. június 24-én.

## Előzmények
Borisz Godunov cár, aki állítólag megölette IV. (Rettegett) Iván fiát, Dmitrij nagyherceget, Dmitrij bátyjának, I. Fjodor cár halála (1598) után megszerezte e trónt. A nép és a bojárok azonban sosem voltak az elkötelezett hívei, és mindig is az a gyanú élt a nép körében, hogy az ő keze van a cárevics halálának ügyében. Ráadásul Lengyelországban Adam Wiśniowiecki herceg] szolgálói közt felbukkant egy férfi 1603-ban, aki magát Dmitrijneknek állította, és megerősítette, hogy Godunov meg akarta gyilkolni. Erre válaszul a cár azt híresztelte, hogy az az illető nem más, mint egy Grigorij nevű szerzetes, aki a csudovi kolostorból szökött el, de állítását nem tudta alátámasztani, sőt a férfi nagyon is hasonlított a cárevicsre, valamint birtokában volt egy kereszt, amit a trónörökös viselt hajdanán, de a halott gyereken ezt akkor nem találták meg.
Közben Dimitrijt bemutatták III. Zsigmond lengyel király előtt, aki noha megígérte, hogy segítségére lesz, ténylegesen nem támogatta.
Dimitrijnek a lengyel mágnások adtak katonákat, aki 1604-re sereget toborzott és benyomult Oroszországba. Egy győzelmet elért a cár ellen, de aztán csapatait ütközetben megverték. Csak Borisz cár halálhíre mentette meg ügyét. A cár fiát, II. Fjodort és anyját egy palotaforradalom során a moszkvaiak megölték. Dmitrijt cárrá koronázták, de nem egészen tíz hónapig uralkodott. Vaszilij Sujszkij herceg, I. Fjodor cár halálával a Rurik-dinasztia fejévé lépett elő mint a dinasztia sujszkiji ágának a tagja, aki az uglicsi gyilkosság ügyében vezette a nyomozást, 1605-ben megerősítette azt, hogy a cárevics él és, átállt most hozzá. Miután azonban nyilvánvalóvá váltak az új cár abszolutisztikus törekvései, és mert nem akart a bojárok bábja lenni, ezért összeesküvést szervezett ellene és 1606-ban megölette.
Sujszkij magát IV. Vaszilij néven cárrá koronázta, amit sem Lengyelország, sem Svédország nem ismert el. Rövidesen újabb Dmitrijek léptek fel a színen, köztük az egyik 1610-ben újabb fegyveres támadást indított.

## A klusinói csata
Ulászló herceg parancsára második Dmitrij oldalán egy sereg indult Moszkva ellen, amelynek parancsnoka, az 1620-as cecorai csatában elesett Stanislaw Zołkiewski volt. A haderő úgy háromezer lovasból és 5000 gyalogosból állt. Vele szemben a cár testvérét Dimitrijt küldte, egy kb. 30 ezer oroszból, 5000 svéd zsoldosból (ezek parancsnoka Jacob de la Gardie), valamint francia, német, s angol zsoldosokból és finnekből álló hadsereggel, mely június 24-én Vajzma melletti klusinói erdőben ütközött meg. A sűrű rengeteg nehezítette a gyalogosokat a mozgásban. A lengyel huszárság egy résen át megrohamozta az elővédben levő orosz-svéd egységeket. Ám az ellenség sorain fönnakadtak és azok visszaszorították őket. Zołkiewski ekkor átrendezte a sorait és gyalogsággal fölzárkózva új támadást indított, ami megbontotta az orosz állásokat és nagy zavarban a zsoldosok nagyobb része elmenekült, mások átálltak a lengyelek mellé. Sujszkij megfutamodott.

## Csata uán - a zűrzavar folytatódik
A vereség során Vaszilij Sujszkijt félreállították és Lengyelországba száműzték, de a cári trónt sem az állítólagos Dmitrij kapta meg, hanem győztesként maga a 15 éves Ulászló herceg formálhatott rá igényt, bár valós uralkodást nem valósított meg. Dmitrij tovább próbálkozott, de az 1603-ban felbukkantéhoz hasonló sorsra jutott, rajta kívül még egy Ál-Dmitrij bukkant fel, aki azonban szintén kudarcot vallott.